# Janez Madrijan
Janez Madrijan (tudi Joannes/Giovanni Moderjan, Modrijan, Madran), slovenski slikar, * ok. 1810, Rovte, † 3. april 1872, Trst.
Rodil se je v Rovtah pri Logatcu, umrl pa po letu 1859 v bolnici za duševne bolezni. Že v mladih letih se je po vsej verjetnosti zdravil v goriški bolnici za duševne bolezni. Slikarstva se je najprej učil v Trstu pri Jožefu Tomincu, kasneje pa v Benetkah, kjer je napravil tudi več slik. Razstavljal je še kot učenec v Trstu. Prvič leta 1829 in drugič oktobra 1830 na razstavah, ki jih je pripravila tržaška Sociatà del Gabinetto di Minerva. Od leta 1840 do 1848 se je udeležil tudi razstav, ki jih je organizirala Sociatà triestina di Belle Arti. Iz tega obdobja je znan portret zdravnika G. Cappelletija. Po letu 1848 je za nekaj časa odšel na Dunaj. Njegova zadnja nam znana dela so slike za križev pot ter sliki Jezusovega in Marijinega srca iz leta 1858, ki jih je naslikal za župnijsko cerkev v rojstnem kraju. Za čas po letu 1859 je znano le to, da je ponovno duševno zbolel.